# Montegridolfo
Montegridolfo là một đô thị của tỉnh Rimini ở vùng Emilia-Romagna, có vị trí khoảng 130 km về phía đông nam của Bologna và khoảng 20 km về phía đông nam của Rimini. Tại thời điểm ngày 31 tháng 12 năm 2004, đô thị này có 960 người và diện tích là 6,8 km².
Đô thị Montegridolfo có các frazioni (các đơn vị cấp dưới, chủ yếu là các làng) Cabaldo, San Pietro, và Trebbio.
Montegridolfo giáp các đô thị: Mondaino, Saludecio, Sant'Angelo in Lizzola, Tavullia.